# 原田葵
原田葵（日语：／ Harada Aoi */?，2000年5月7日—）是日本女性新聞播音員，為女子偶像團體櫻坂46前成員，東京都出身。2015年以櫸坂46一期生身分出道。2022年6月11日自櫻坂46畢業。現為富士電視台社內播報員。

## 經歷
2000年5月7日，原田出生於大阪府。因曾住在京都，又是5月出生，所以以當月舉辦的傳統活動「葵祭」來命名。
2015年8月21日，通過最後審查正式成為更名後的櫸坂46創團成員。
2016年4月6日，以櫸坂46第一張單曲《沉默的多數》而正式出道。11月30日發行的櫸坂46第三張單曲《兩人季節》中首次在單曲演出中站在第一排。
2018年5月3日，宣布因專注於學業而暫停活動。
2019年7月5日，於「櫸共和国2019」中正式回歸。
2022年1月29日，於櫻坂46官網的個人部落格中宣布將於櫻坂46第4張單曲《五月雨啊》的活動結束後畢業。根據媒體報導，她在就職活動中被富士電視台和朝日電視台的招聘考試中雙雙獲得內定，最後成為富士電視台內定的播音員。5月7日，在22歳生日當天，開設個人Instagram帳號。6月11日，參加櫻坂46第四張單曲《五月雨啊》的線上個別見面會，正式從櫻坂46畢業。6月13日，於櫻坂46的冠名節目《轉角就是櫻坂？》中舉辦原田的畢業環節，節目最後由擔任主持的土田晃之、澤部佑送上花束。同時也是最後一次以櫻坂46成員的身分出演電視節目。7月24日，原定於富士急樂園Conifer Forest舉行的「W-KEYAKIFES.2022」最終日公演中與尾關梨香共同舉辦畢業典禮，後因多名成員感染新冠肺炎而取消。8月20日，於「W-KEYAKIFES.2022」代替公演的最終日公演中補辦畢業典禮，正式結束所有在櫻坂46的活動。8月26日，最後一次更新部落格。8月31日，原田位於櫻坂46官方網站內的個人部落格正式關閉。
2023年3月，從法政大學畢業，並擔任畢業典禮的司儀。4月3日，正式進入富士電視台就職為新聞播報員。6月19日，開始成為《鬧鐘電視》的固定班底，並於每周一的環節「地方調查」（ココ調）以記者和現場解說員的身分登場。10月26日，開始擔任日間節目《ぽかぽか》週四的固定主持人。
2024年7月24日與31日，於偶像音樂祭節目《TIF presents ONE SONG FES.》中由擔任「TIF2024」主席的長濱禰留擔任主持人，原田則負責節目流程進行。

## 人物
- 和母親感情很好[4]。全家常做的事情是一起觀賞體育賽事，會去看像是棒球比賽等[4]。受父親影響，她是中日龍隊的粉絲[3][44]。
- 因為出生於大阪，有時會稍微說一點關西腔[4]。
- 趣味是旅行、巡遊世界遺產、攝影[4]、製作甜點[45]、料理[46]。
- 特技是快速換裝、心算、挑戰超辣料理[4]。
- 加入團體之前學了10年芭蕾舞[7]。
- 於2021年取得世界遺產檢定2級資格[47]。
- 在《櫸字，會寫嗎？》中舉行的櫸坂46成員學力測驗中，原田在第一次（2016年）測驗中獲得第3名，僅次於長濱禰留與米谷奈奈未[48]。在2019年8月舉行的第二次測驗（此時二期生成員已加入，且原田也已復出活動）中，她獲得第1名（當時長濱與米谷已畢業）[48]。改名為櫻坂46之後，在2021年6月播出的《轉角就是櫻坂？》中舉辦的「櫻坂46初代才女女王決定戰」（從欅坂時代算起為第3次）中，她在筆試中以86分（五科總分滿分100分）奪得第1名，並在筆試前5名中進行的搶答問答中勝出，成為初代才女女王（連續兩屆奪冠）[49]。
- 廣島HOME電視台的播報員岡本愛衣是她大學時代的朋友[50]。

## 音樂作品
- 標註「★」符號表示該首歌曲有拍攝MV。

### 單曲
櫸坂46
|     | 發行日期         | 單曲名稱         | 參與歌曲名稱     | MV | 備註            |
| --- | ---------------- | ---------------- | ---------------- | -- | --------------- |
| 1st | 2016年04月06日   | 沉默的多數       | 沉默的多數       | ★  | 出道作品        |
| 1st | 2016年04月06日   | 沉默的多數       | 牽手回家吧       | ★  |                 |
| 1st | 2016年04月06日   | 沉默的多數       | 沒有你           |    |                 |
| 2nd | 2016年08月010日  | 世界上只有愛     | 世界上只有愛     | ★  |                 |
| 2nd | 2016年08月010日  | 世界上只有愛     | 談談未來吧…      | ★  |                 |
| 3rd | 2016年011月030日 | 兩人季節         | 兩人季節         | ★  |                 |
| 3rd | 2016年011月030日 | 兩人季節         | 大人都不相信     | ★  |                 |
| 3rd | 2016年011月030日 | 兩人季節         | 制服與太陽       | ★  |                 |
| 4th | 2017年04月05日   | 不協和音         | 不協和音         | ★  |                 |
| 4th | 2017年04月05日   | 不協和音         | W-KEYAKIZAKA之詩 | ★  | 櫸&平假名櫸坂組 |
| 4th | 2017年04月05日   | 不協和音         | 獨特自我         | ★  |                 |
| 5th | 2017年04月05日   | 就算風吹         | 就算風吹         | ★  |                 |
| 5th | 2017年04月05日   | 就算風吹         | 避雷針           | ★  |                 |
| 6th | 2018年03月07日   | 打破玻璃！       | 打破玻璃！       | ★  |                 |
| 6th | 2018年03月07日   | 打破玻璃！       | 該回去森林了吧？ | ★  |                 |
| -   | 2020年8月21日    | 誰來鳴響那鐘聲？ | 誰來鳴響那鐘聲？ | ★  | 數字單曲        |

櫻坂46
|     | 發行日期         | 單曲名稱       | 參與歌曲名稱           | MV | 備註 |
| --- | ---------------- | -------------- | ---------------------- | -- | ---- |
| 1st | 2020年012月09日  | Nobody's fault | 為什麼我沒有墜入愛河？ | ★  |      |
| 1st | 2020年012月09日  | Nobody's fault | Plastic regret         |    |      |
| 2nd | 2021年04月014日  | BAN            | 偶然的回答             | ★  |      |
| 2nd | 2021年04月014日  | BAN            | Microscope             |    |      |
| 2nd | 2021年04月014日  | BAN            | 櫻坂之詩               |    |      |
| 3rd | 2021年010月013日 | 流彈           | Dead end               | ★  |      |
| 3rd | 2021年010月013日 | 流彈           | Sonia                  |    |      |
| 4th | 2022年04月06日   | 五月雨啊       | 我的兩難               | ★  |      |
| 4th | 2022年04月06日   | 五月雨啊       | I'm in                 |    |      |
| 4th | 2022年04月06日   | 五月雨啊       | 行車間距               | ★  |      |

### 專輯
櫸坂46
|        | 發行日期        | 專輯名稱                                   | 參與歌曲名稱             | 備註            |
| ------ | --------------- | ------------------------------------------ | ------------------------ | --------------- |
| 01st   | 2017年07月019日 | 抹黑純真                                   | 星期一的早晨，裙子被剪了 |                 |
| 01st   | 2017年07月019日 | 抹黑純真                                   | 從哪能看見東京鐵塔？     |                 |
| 01st   | 2017年07月019日 | 抹黑純真                                   | 太陽不會選擇抬頭的人     | 櫸&平假名櫸坂46 |
| 01st   | 2017年07月019日 | 抹黑純真                                   | 危險計劃                 |                 |
| 01st   | 2017年07月019日 | 抹黑純真                                   | 你已不在                 |                 |
| 01st   | 2017年07月019日 | 抹黑純真                                   | 芭蕾舞與少年             | 156             |
| 精選輯 | 2020年10月7日   | 比永遠更長的一瞬間～那時確實存在過的我們～ | 跳進十月的泳池           |                 |
| 精選輯 | 2020年10月7日   | 比永遠更長的一瞬間～那時確實存在過的我們～ | 萬花筒                   |                 |
| 精選輯 | 2020年10月7日   | 比永遠更長的一瞬間～那時確實存在過的我們～ | 砂塵                     |                 |

## 演出

### 電視劇
- 誰殺了德山大五郎？（2016年7月17日－10月2日，東京電視台）：飾演 原田葵[52][53]
- 殘酷的觀眾們（2017年5月18日－7月20日，日本電視台）：飾演 濱野楓[54]

### 電視節目
- 鬧鐘電視（2023年6月19日－，富士電視台）- 周一「ココ調」報導員、周四外景主持人[55]
- ぽかぽか（2023年10月26日－，富士電視台）- 週四固定主持人[56]
- 坂道的那一端是遼闊的青空。（2023年10月18日）- 旁白
- MONDAY FOOTBALL 大家的J聯盟（2024年4月2日－）- 主持人[57]
- 解禁時效內幕！危險的同學會（2024年9月7日）- 主持[58]

### 活動
- 武蔵野警察署 一日警察署長（2024年4月6日）[59]

### 遊戲
- Nintendo Switch 神秘的散步法（2024年12月12日發售）：飾演 主播（聲音出演）[60]